# سیارک ۲۱۶۷۹
سیارک ۲۱۶۷۹ (به انگلیسی: 21679 Bettypalermiti، نامگذاری:1999RD28) بیست و یک هزار و ششصد و هفتاد و نهمین سیارک کشف شده‌است که در ۸ سپتامبر ۱۹۹۹ کشف شد.
قدر مطلق سیارک برابر ۱۱٫۲ است.